# Santa Brígida (Gran Canaria)
Santa Brígida es una localidad y municipio español perteneciente a la isla de Gran Canaria, en la provincia de Las Palmas, comunidad autónoma de Canarias. Está a una altitud de entre los 400 y los 680 metros y a unos 15 km de la capital de la isla, Las Palmas de Gran Canaria.
Santa Brígida tiene una población de 18 341 habitantes (INE 2022), que reciben el gentilicio de origen prehispánico de satauteños.

## Geografía
Santa Brígida es el tercer municipio más pequeño de la isla (después de Valleseco y Firgas) con una superficie total de 23,8 km² de forma rectangular. La mayor parte del territorio municipal se desarrolla en la cuenca del barranco Guiniguada, razón por la cual el relieve es en general bastante accidentado. Sucede además que, como consecuencia de una etapa volcánica reciente, varias partes del municipio se encuentran cubiertas de picón o lapilli. Como ejemplo más representativo de dicha etapa se encuentra la caldera de Bandama, caldera de explosión de 1 km de diámetro y 220 metros de profundidad, además limita con los municipios de Las Palmas de Gran Canaria, Telde, Teror, Vega de San Mateo y Valsequillo de Gran Canaria

### Clima
La situación del archipiélago junto al Trópico de Cáncer y la influencia de los vientos alisios proporcionan a Santa Brígida unas temperaturas medias de 18 °C en invierno, y 25 °C en verano.
Por encima de los 600 m s. n. m. (metros sobre el nivel del mar) tiene lugar un fenómeno climático muy característico de Canarias: la «panza de burro», que consiste en una acumulación de nubes a baja altura que actúa como pantalla solar provocando una sensación térmica de refresco y un alto índice de humedad.

### Comunicaciones
La villa está bien comunicada con el centro y sur de la Isla, enlazando con la Circunvalación de Las Palmas de Gran Canaria. Existe una buena red de transportes públicos, con diversas líneas de la compañía de guaguas Global que recorren los diversos barrios del municipio y lo conectan con Las Palmas de Gran Canaria, Telde, San Mateo, Tejeda o el Campus Universitario de Tafira. Las líneas que ofrecen sus servicios en el municipio son la 24, 301, 302, 303, 311, 318 y 331. Existen dos paradas de taxi, una en el casco urbano y otra en el monte Lentiscal.

## Historia
En el lugar que actualmente ocupa el municipio hubo en el pasado un asentamiento aborigen denominado Sataute o Tasantejo, con relación a la presencia abundante de palmeras en la zona (topónimo del que proviene el actual gentilicio de los habitantes de la Villa: satauteño/a). Después de la conquista de Gran Canaria los conquistadores castellanos transformaron el bosque, otrora medio de subsistencia de los aborígenes, en jardines y campos de cultivo a través del repartimiento de tierras y agua. De la época aborigen sólo quedan hoy día los restos arqueológicos obtenidos en La Atalaya, la cueva de los Canarios y en el valle del Guiniguada.
Durante el proceso colonizador los límites se iban extendiendo hasta alcanzar la ciudad de Las Palmas de Gran Canaria y las mismas cumbres de la isla. El nombre del municipio ha evolucionado a El Lugar de la Vega, La Vega, La Vega de San Antonio y, finalmente, Santa Brígida.
En 1599 tuvo lugar uno de los episodios más destacados en la tranquila historia del municipio: la derrota de las tropas del pirata neerlandés Van der Does (que intentaba repetir en Gran Canaria sus saqueos de La Gomera y Santa Cruz de La Palma) frente a las milicias que en ese momento estaban en la Vega. Obligadas por los holandeses, las instituciones de la Isla se trasladaron al municipio, que se convirtió en la capital y cuartel general de la isla durante una semana. El escudo actual, aprobado el 26 de julio de 1955 (BOE de 6 de julio de 1955), contiene una cinta de oro con la leyenda «Por España y por la Fe vencimos al holandés» en recuerdo de dicho episodio.
Hasta diciembre de 1801, San Mateo fue un barrio más del municipio, llamado La Vega Alta; siendo la actual Santa Brígida denominada La Vega Baja y la zona intermedia (actualmente El Madroñal) La Vega de Enmedio. El crecimiento de la población y la demanda de una administración propia llevó a que el 22 de diciembre de 1800 se iniciase un expediente ante la Real Audiencia que finalizaría en la segregación administrativa de la vega de San Mateo.
En 1943 la Diputación provincial elige mayoritariamente al alcalde de Santa Brígida Francisco Fioll Pérez para el cargo de procurador en Cortes en la I Legislatura de las Cortes Españolas (1943-1946), representando a los municipios de la provincia de Las Palmas

## Demografía
Santa Brígida cuenta con una población de 18 551 habitantes (INE 2024).
| Gráfica de evolución demográfica de Santa Brígida entre 1842 y 2021                                                 |
| |
| Población de derecho según los censos de población del INE Población de hecho según los censos de población del INE |

## Economía
Hasta 1960, la economía de este municipio se basaba fundamentalmente en la agricultura. Sin embargo, las condiciones favorables del clima y su cercanía tanto al Campus Universitario de Tafira como a la ciudad de Las Palmas de Gran Canaria propiciaron que, junto al desarrollo de las explotaciones agrícolas, se produjera un crecimiento de las zonas residenciales. Actualmente, gran parte de las tierras que otrora se dedicaban a las labores del campo se han destinado a fines urbanos.
Por su parte, la mayoría de los sistemas cultivados lo son en régimen de regadío, destinándose principalmente a productos hortícolas que tienen como objetivo el abastecimiento urbano. Santa Brígida ofrece unos de los mejores vinos de la isla y de Canarias: procedentes de los viñedos del monte Lentiscal, y amparados por la denominación de origen Monte Lentiscal, estos caldos ya fueron mencionados hace siglos por William Shakespeare.[cita requerida] Existe una ruta del vino por el municipio, que recorre las diversas bodegas, lagares y viñedos del monte Lentiscal.

## Cultura

### Patrimonio

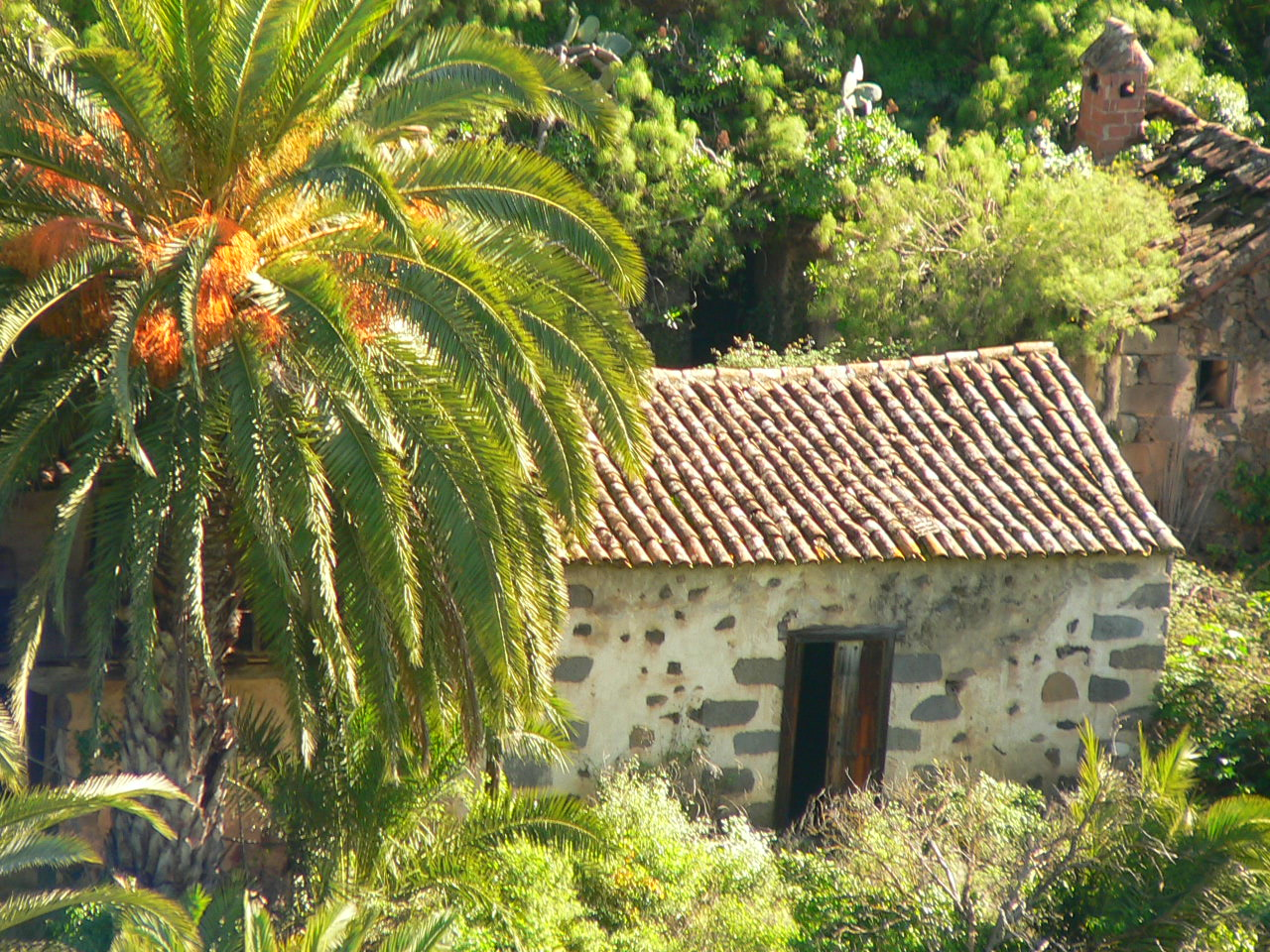
Casa típica canaria

#### Yacimientos arqueológicos
En el valle de La Angostura y de Las Meleguinas pueden encontrarse numerosas huellas de sus primitivos pobladores en cuevas excavadas en la roca, silos o veredas, que han motivado la declaración de la comarca Bien de Interés Cultural.
Así, por ejemplo, en el conjunto arqueológico de El Tejar, descubierto el 16 de julio de 1988, donde se aprecian restos que sugieren la existencia de un túmulo funerario aborigen, además de piezas de cerámica, vasijas y curiosas pintaderas.
En la pared norte de la Caldera de Bandama se encuentra la cueva de los Canarios, utilizada por los aborígenes como granero. En ella se han descubierto inscripciones líbico-bereberes y algunas vasijas (que ahora forman parten del Museo Canario).
En la misma zona, en la pared del volcán de la Caldereta se encuentra la cueva de Los Frailes, donde se descubrió en 1933 un conjunto de 37 cuevas naturales.

### Monumentos y lugares de interés

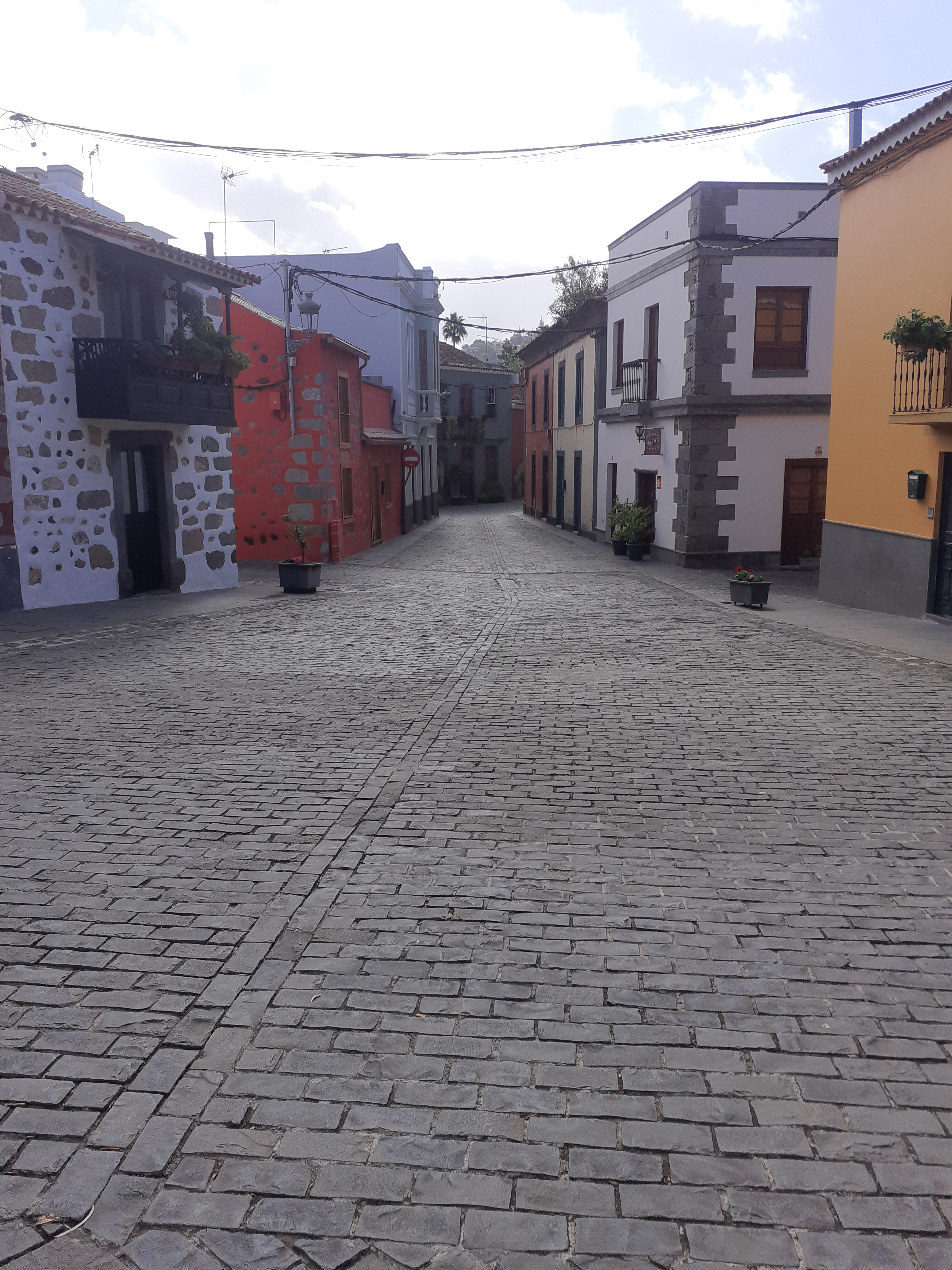
Calle Real en el casco histórico de Santa Brígida.

El casco histórico de Santa Brígida es Bien de Interés Cultural con categoría de Conjunto Histórico desde 2011. El casco se sitúa al borde del barranco Guiniguada englobando los primeros asentamientos de la localidad. Entre edificios antiguos destaca la iglesia parroquial, edificación reconstruida a principios de siglo tras un incendio en 1897 al que únicamente sobrevivió la torre. En su interior se pueden contemplar algunas tallas como la de la Dolorosa o la muy antigua de San Antonio.
Dentro de un proyecto mayor, que abarca la totalidad del barranco Guiniguada (uno de los más grandes y frondosos de la isla), se puede visitar el parque agrícola Guiniguada, próximo al palmeral de Satautejo y junto al mercado municipal y agrícola. También en el entorno del parque agrícola Guiniguada y del mercado municipal se halla la Casa Museo del Vino de Gran Canaria.
El barrio de La Atalaya es lugar de gran interés por haber pervivido en él hasta principios de siglo pasado un poblado aborigen. Hoy día se conservan multitud de casas rehabilitadas excavadas en cuevas. Podemos destacar su cerámica artesanal, tanto la heredada de los aborígenes como innovaciones exclusivas que conservan las técnicas de antaño. Son dignos de una visita el Centro Locero y el Ecomuseo Casa-Alfar Panchito, ambos en La Atalaya. 
En el entorno de Bandama está el Real Club de Golf de Las Palmas, primer campo de golf creado en España (1891), que fue fundado por iniciativa de un grupo de británicos. Santa Brígida fue a finales del XIX uno de los primeros lugares de Canarias donde se introdujo el turismo. Esa presencia de residentes europeos, sobre todo británicos, ha dejado una huella en la arquitectura local (principalmente, en algunos hoteles de estilo victoriano).

### Patrimonio natural

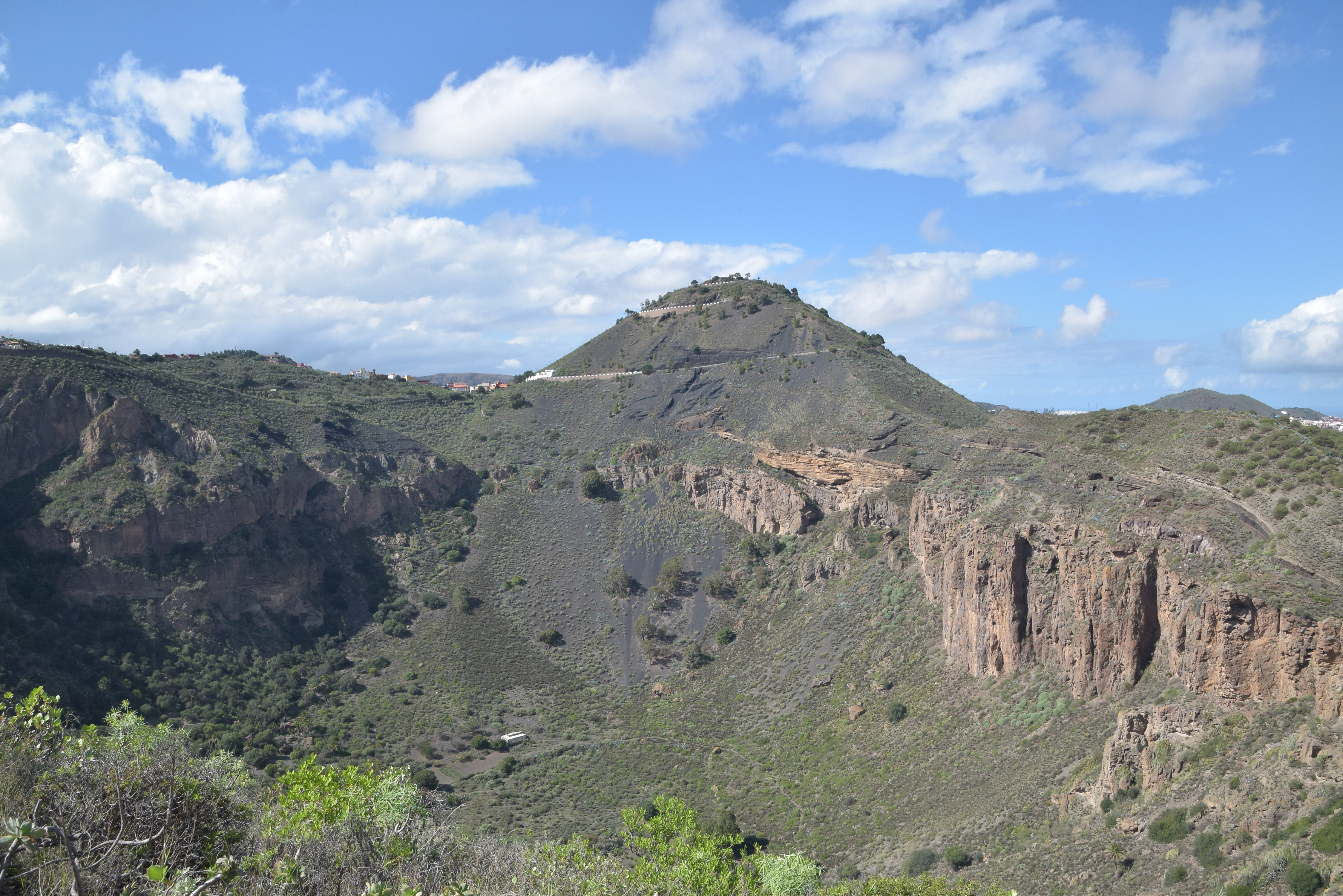
Cráter y pico de la Caldera de Bandama

Entre los parajes naturales del municipio puede destacarse el monumento natural de Bandama, que incluye la caldera y el pico de mismo nombre. Además de su valor paisajístico, se trata de un espacio de gran interés geológico, botánico, arqueológico y etnográfico.
Dentro del municipio también se encuentran parte de los paisajes protegidos de Pino Santo y de Tafira. El llamado drago de Pino Santo, en la zona del mismo nombre, tiene una antigüedad de unos 240 años. Llama la atención por su singular emplazamiento, colgado de un risco.

### Festividades
Las festividades locales de la villa son el 13 de junio (San Antonio de Padua), el primer domingo de agosto (Santa Brígida) y el 8 de septiembre (Ntra. Sra. del Pino).

## Administración y política

### Gobierno municipal
| Periodo   | Nombre                        | Partido | Partido                                  |
| --------- | ----------------------------- | ------- | ---------------------------------------- |
| 1979-1983 | José Antonio García Viera     |         | Partido Socialista Obrero Español (PSOE) |
| 1983-1986 | José A. García Viera          |         | Independiente                            |
| 1986-1991 | Carmelo Vega Santana          |         | Independiente                            |
| 1991-1992 | Manuel Lezcano González       |         | Independiente                            |
| 1992-1993 | Victoriano Rodríguez Morales  |         | Partido Popular (PP)                     |
| 1993-1995 | Antonio Ojeda Navarro         |         | Independiente                            |
| 1995-1999 | Manuel Galindo Ramos          |         | Partido Popular (PP)                     |
| 1999-2005 | Carmelo Vega Santana          |         | Partido Popular (PP)                     |
| 2005-2007 | Antonio Díaz Hernández        |         | Partido Popular (PP)                     |
| 2007-2013 | Lucas Bravo de Laguna Cabrera |         | Partido Popular (PP)                     |
| 2013-2015 | Beatriz Marta Santana Sosa    |         | Partido Popular (PP)                     |
| 2015-2019 | José Armando Armengol Martín  |         | Ando Sataute                             |
| 2019-2023 | Miguel Jesús Jorge Blanco     |         | Partido Popular (PP)                     |

### Organización territorial

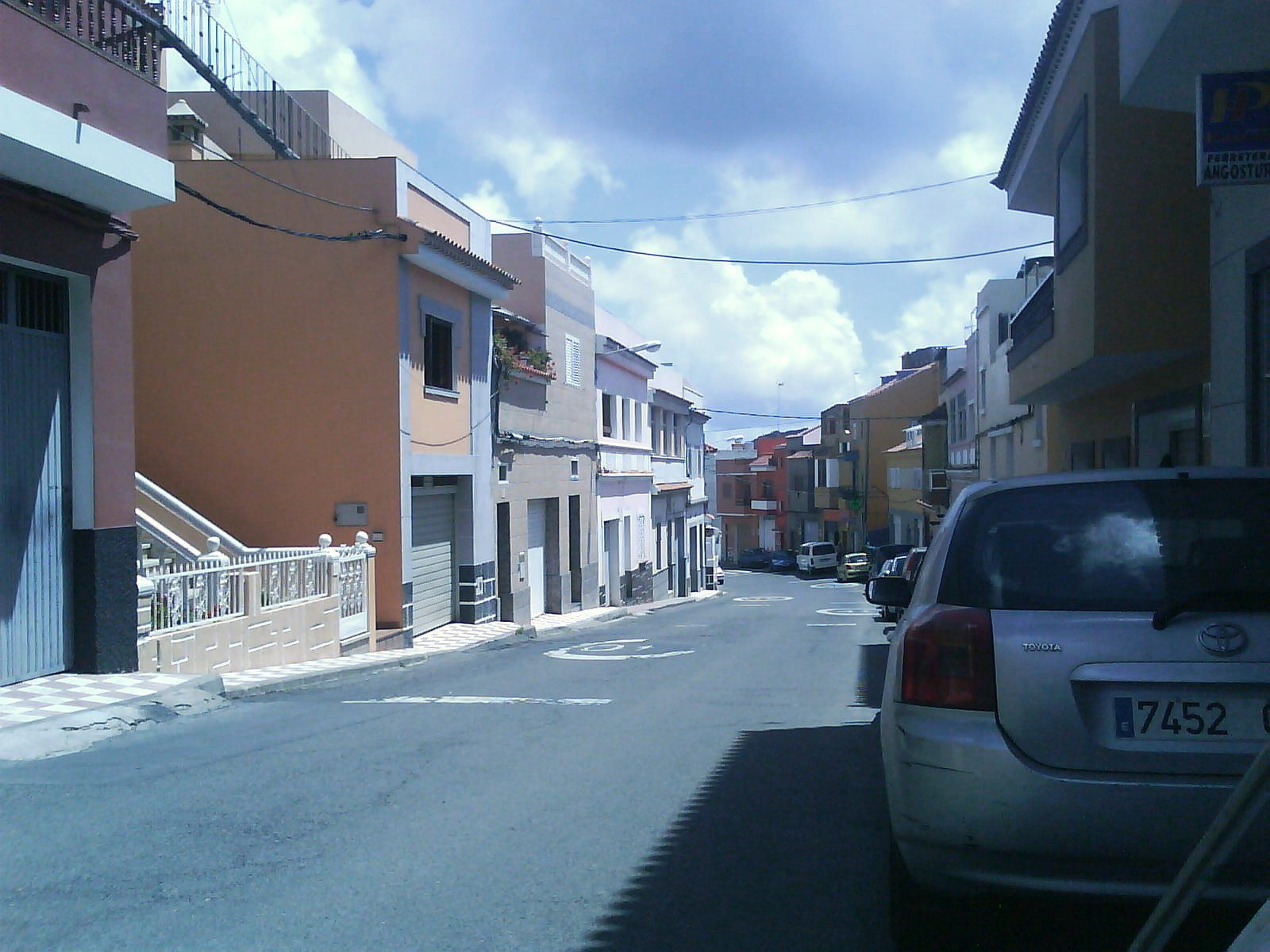
Barrio de La Angostura

Gran parte de la expansión municipal se ha desarrollado en la cuenca del barranco Guiniguada. En conjunto, los barrios y pagos que componen el municipio, con datos de población de 2023 son:
- La Angostura; 1725
- La Atalaya; 3084
- El Gamonal; 823
- Los Lentiscos; 860
- El Madroñal; 488
- Monte Lentiscal; 3204
- Los Olivos; 824
- Pino Santo; 1455
- Santa Brígida (casco); 3244
- San José de las Vegas; 1529
- Vega de Enmedio; 1762